# Ophrynia trituberculata
Ophrynia trituberculata är en spindelart som beskrevs av Robert Bosmans 1988. Ophrynia trituberculata ingår i släktet Ophrynia och familjen täckvävarspindlar.
Artens utbredningsområde är Kamerun. Inga underarter finns listade i Catalogue of Life.